# Intrede van Leopold I in België
De intrede van Leopold I in België vond plaats van 17 tot 21 juli 1831. Prins Leopold van Saksen-Coburg-Gotha reisde in die dagen van Adinkerke (nabij De Panne), door de provincies West-Vlaanderen, Oost-Vlaanderen en Brabant, naar Brussel. Daar legde hij op 21 juli 1831 de grondwettelijke eed af als eerste Koning der Belgen. De intrede van Leopold I was het sluitstuk van de Belgische Revolutie van 1830 en de oprichting van de Belgische Staat.

## De Britse en de Griekse troon

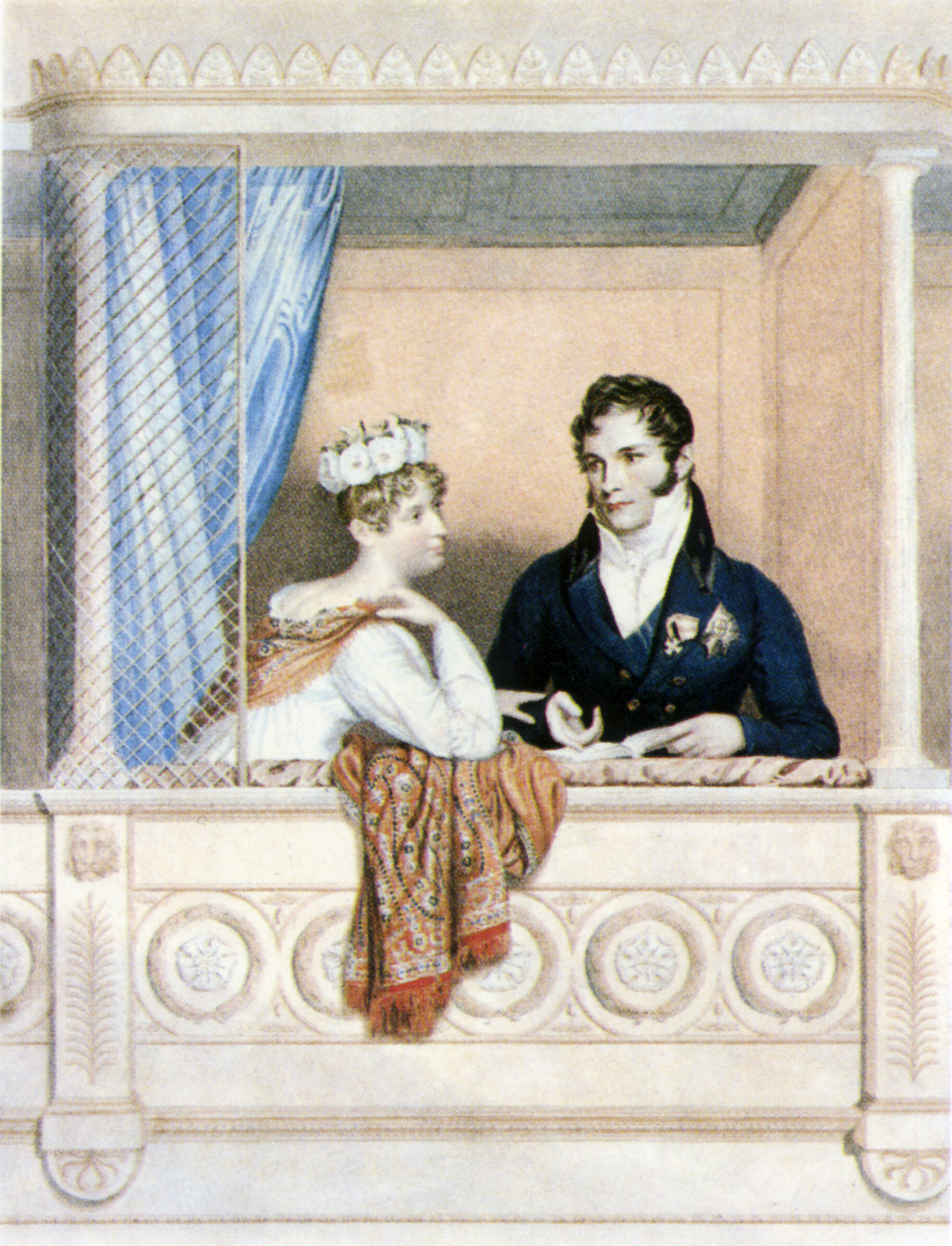
Prins Leopold en prinses Charlotte. George Dawe, 1817.

Toen Leopold van Saksen-Coburg-Gotha in 1816 huwde met de Britse troonopvolgster Charlotte, de enige dochter van de latere koning George IV, leek hem een toekomst weggelegd als prins-gemaal van het Verenigd Koninkrijk van Groot-Brittannië en Ierland. Prinses Charlotte stierf echter een jaar later in het kraambed, op 6 november 1817, nadat ze daags voordien was bevallen van een doodgeboren zoon. Na dit persoonlijk drama voor prins Leopold leek zijn toekomst plots onzeker.
In 1825 kreeg Leopold vervolgens het koningschap van Griekenland aangeboden, op initiatief van Ioannis Kapodistrias. Na lang aarzelen ging Leopold uiteindelijk toch in op dit aanbod, al kende hij Griekenland niet zo goed. De Griekse taal was hij bijvoorbeeld niet machtig. Op 21 mei 1830 deed Leopold echter alsnog afstand van het aangeboden koningschap, nog voor hij daadwerkelijk over Griekenland had geregeerd. Leopold wees de Griekse troon af vanwege de onstabiele situatie in het land, haar onzekere toekomst en niet in het minst de houding van de Europese grootmachten ten aanzien van de nieuwe Griekse staat.
Na het overlijden van zijn vrouw Charlotte zag Leopold, op dat moment 40 jaar oud, door het afwijzen van de Griekse troon evenwel een tweede kans aan zich voorbijgaan om een Europese troon te bestijgen.

## Het Belgisch koningschap
Rond dezelfde periode, in augustus 1830, brak in het Verenigd Koninkrijk der Nederlanden de Belgische Revolutie uit. Het Nationaal Congres, de revolutionaire grondwetgevende vergadering, koos voor de constitutionele monarchie als staatsvorm.
Na een mislukte poging om Lodewijk van Orléans, de hertog van Nemours, op de troon te installeren, kwam prins Leopold van Saksen-Coburg-Gotha in het vizier van Joseph Lebeau, die op dat moment minister van Buitenlandse Zaken was. Op 18 april 1831 reisde een Belgische delegatie af naar Londen om er te polsen naar de eventuele interesse bij Leopold om Koning der Belgen te worden. Deze delegatie bestond uit graaf Félix de Mérode, Henri de Brouckère, burggraaf Charles Hippolyte Vilain XIIII, priester Leon de Foere en Jules Van Praet. Tijdens de ontmoeting met de Belgische delegatie stelde Leopold: "Messieurs, vous avez rudement traité la royauté, qui n'était pas là pour se défendre. Votre Charte est bien démocratique; cependant je crois qu'en y mettant de la bonne volonté de part et d'autre, on peut encore marcher". De Belgische Grondwet waarop Leopold doelde was in die tijd inderdaad de meest liberale grondwetten ter wereld: ze voorzag immers in fundamentele vrijheden, zoals onder meer de persvrijheid en de vrijheid van godsdienst, maar ook in de constitutionele monarchie, een staatsvorm met slechts beperkte macht voor de koning.
Op 25 mei 1831 werd in het Nationaal Congres officieel de kandidatuur van Leopold van Saksen-Coburg-Gotha ingediend. Het voorstel luidde als volgt: "Les députés soussignés proposent le prince Léopold de Saxe-Cobourg pour roi de la Belgique." Het voorstel had maar liefst 95 ondertekenaars. Onmiddellijk na de neerlegging sluiten nog eens 17 Congresleden zich aan bij het voorstel.
Na een moeizame koningskeuze verkoos het Congres op 4 juni 1831 prins Leopold tot Koning der Belgen. Bij de stemming waren 196 Congresleden aanwezig. Onder hen stemden 152 Congresleden voor prins Leopold, 14 voor regent Erasme Louis Surlet de Chokier en 10 zonder meer tegen prins Leopold. Tevens waren er 19 onthoudingen en één ongeldige stem. Vier Congresleden waren afwezig. Vervolgens proclameerde Congresvoorzitter Etienne de Gerlache prins Leopold tot Koning der Belgen, evenwel onder voorwaarde dat hij de Belgische Grondwet zou aanvaarden en voor het Congres de grondwettelijke eed zou afleggen.
Prins Leopold verbleef op het moment van zijn verkiezing op Claremont House, zijn landgoed in het Verenigd Koninkrijk. Hij werd in de ochtend van 6 juni op de hoogte gebracht van zijn verkiezing tot staatshoofd van het jonge België. Hierop vertrok hij onmiddellijk naar het nabije Londen. Op 7 juni ontmoette hij er opnieuw een Belgische delegatie. Etienne de Gerlache, de voorzitter van het Nationaal Congres, overhandigde hem een brief van regent Erasme Louis Surlet de Chokier met de stand van zaken.
Leopold liet zijn aanvaarding van het koningschap afhangen van het ratificeren van het Verdrag der XVIII Artikelen door België. Dit verdrag werd op 26 juni 1831 door de Belgische delegatie in Londen aanvaard. Op 9 juli keurde het Nationaal Congres het verdrag goed met 126 stemmen tegen 70.
In Londen verzegelde Leopold zijn papieren, gaf zijn personeel een gouden handdruk, verzekerde zich van het onderhoud van Claremont House en deed afstand van zijn Britse dotatie. Nog in Londen stelde hij Jules Van Praet, een Brugse archivaris, aan als zijn secretaris. Op dat moment stond niets hem nog in de weg om af te reizen naar het nieuwe koninkrijk.
Net zoals dat met Griekenland het geval was, kende Leopold ook België niet zeer goed. Hij was er in het verleden tweemaal geweest. In 1816 trok hij door Luik en Brussel op zijn tocht naar Londen. In 1829 bezocht hij België een tweede maal.

## De reis naar België

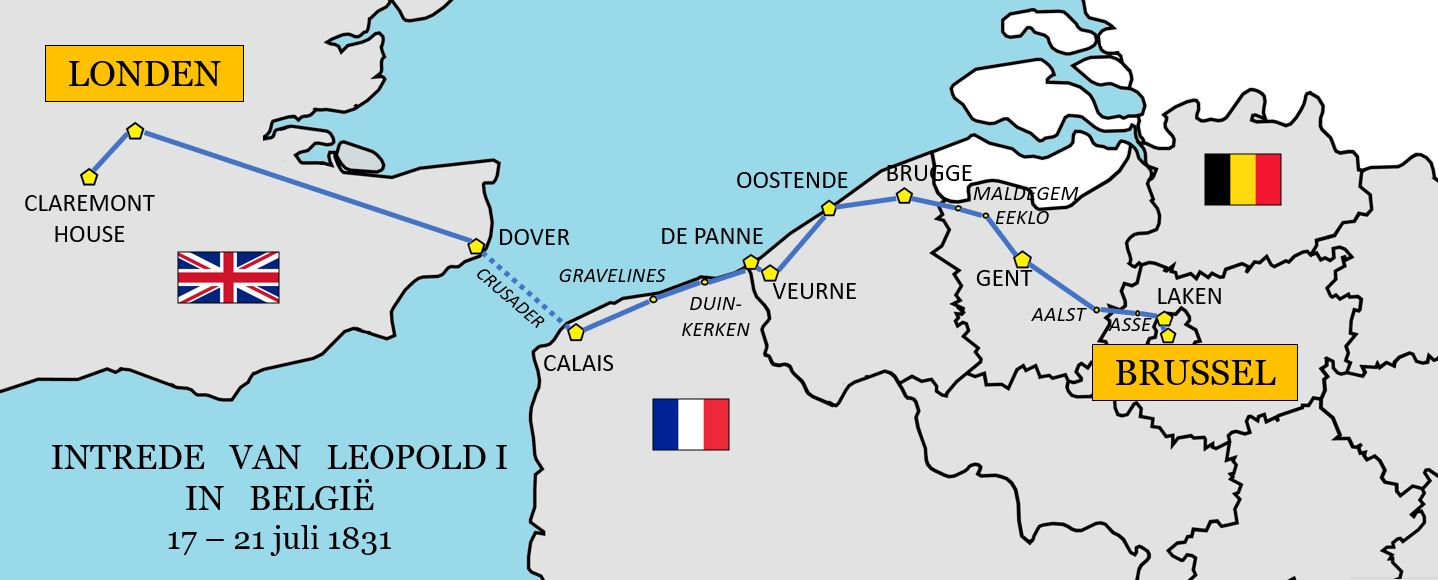
Kaart van de intrede van koning Leopold I in België in 1831.

Leopold vertrok op 16 juli 1831 in de haven van Dover met het koninklijk jacht Crusader. Tijdens deze vaart werd hij zeeziek. De bestemming was de Franse havenstad Calais. Bij het naderen van de Franse kust weerklonken er artillerieschoten. Het ging evenwel niet om een militaire aanval, maar om een verwelkoming in opdracht van de Franse koning Louis Philippe, die eveneens na een revolutie in 1830 op de troon belandde. In Calais werd de toekomstige koning begroet door generaal Belliard, ambassadeur van Frankrijk in Brussel. Leopold overnachtte er in hotel Dessin.

## De ontvangst in De Panne

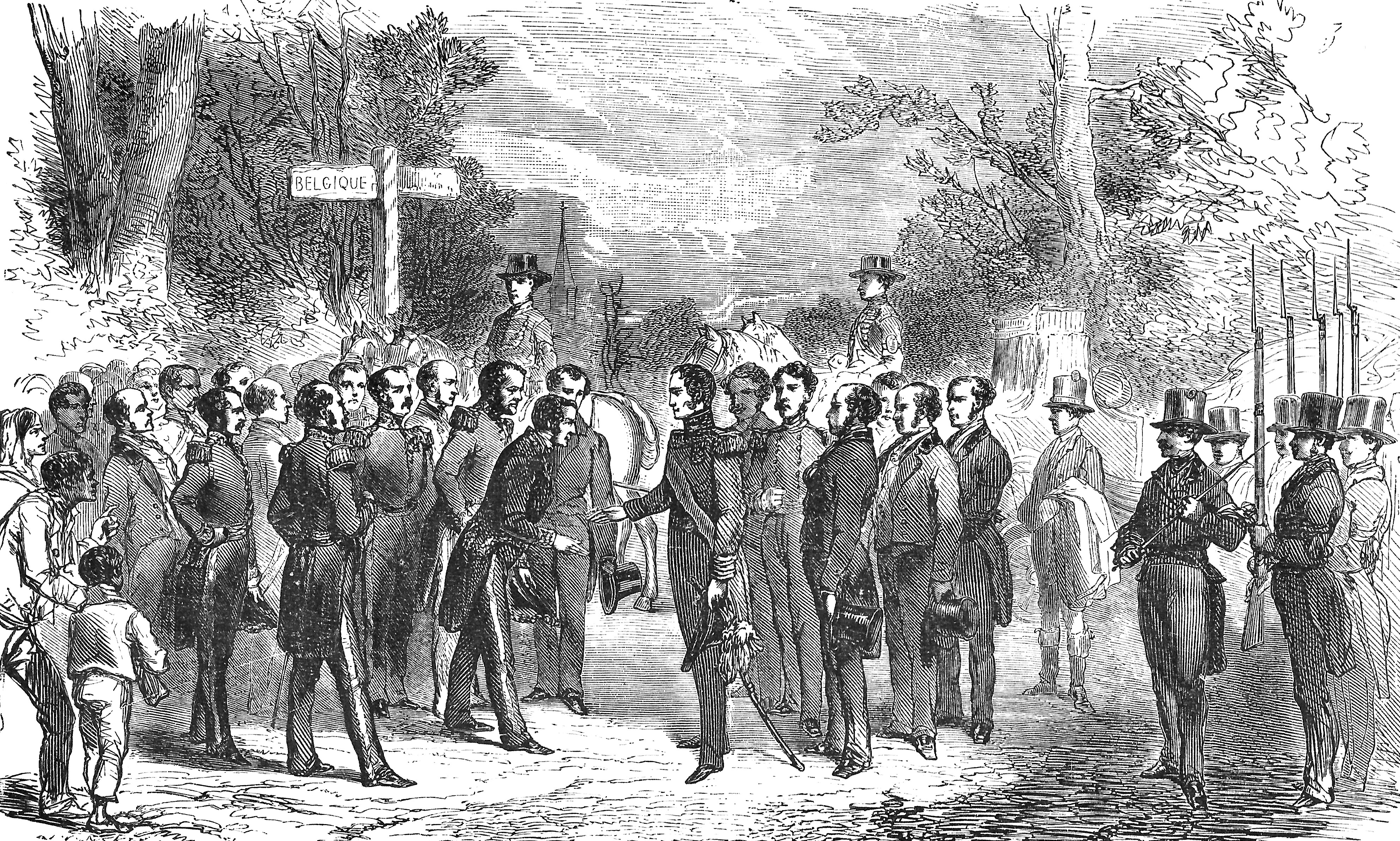
Aankomst van Leopold I aan de Belgische grens. De Panne, 17 juli 1831.

De volgende dag, op 17 juli 1831, zette Leopold de reis verder per koets, begeleid door ruiterij. Men reed via Duinkerke en Gravelines richting Belgische grens. De reis voltrok zich over het strand. Dat was immers de kortste en de gemakkelijkste weg.
Omstreeks 11 uur stak Leopold de grens over en arriveerde hij in het plaatsje Adinkerke. Hij ontving er bloemen van de tienjarige Pauline, die was verkleed als nimf. Ze was de dochter van Louis-Auguste Ollevier, kolonel van de Veurnse burgerwacht. Naast de bloemen gaf ze ook nog een schild met het opschrift "A Léopold, la Belgique reconnaissante". Hij werd er ontvangen door voorzitter van de Ministerraad en minister van Binnenlandse Zaken Etienne de Sauvage, minister van Buitenlandse Zaken en lid van het Voorlopig Bewind Joseph Lebeau, die hem in april nog had voorgedragen als kandidaat voor de troon, minister van Oorlog graaf Constant d'Hane de Steenhuyse, opperbevelhebber van de Burgerwacht en lid van het Voorlopig Bewind baron Emmanuel van der Linden d'Hooghvorst en burgemeester en herbergier Ryckeboer van Adinkerke. Er was ook een eenheid van de burgerwacht aanwezig. Leopold werd er ontvangen in herberg De Pelikaan.

## De doorreis naar Brussel
Na de ontvangst in De Panne reisde het gezelschap door naar Veurne. Bij zijn aankomst kreeg hij symbolisch de sleutels van de stad aangeboden uit handen van burgemeester Langzweert. Hierbij worden enkele toespraken gegeven. Op de Veurnse Grote Markt werd Leopold ontvangen door een juichende menigte. Vervolgens kreeg hij een lunch aangeboden van Louis Ollevier, de kolonel van de lokale burgerwacht en vader van de tienjarige Pauline, in aanwezigheid van de lokale priester. Het menu bestond uit kreeft, krab, Nieuwpoortse tongen en Veurns-Ambachtse haan en champagne. Het dessert was een goudbruine rijsttaart. Leopold was aangenaam verrast en zei: "Monsieur, les Flamands ont mis le soleil sur table."
Vervolgens vertrok het konvooi naar Oostende. Aldaar werd Leopold verwelkomd door de bisschoppen van Gent en Brugge. Op de Grote Markt kreeg hij er een opvoering te zien van de plaatselijke rederijkerskamer en van enkele boogschuttersverenigingen.
De volgende dag, op 18 juli, reisde Leopold door naar Brugge. Daar ontving hij de gelukwensen van priester Leon de Foere, die hij in april 1831 had ontmoet in Londen. De Foere was lid van het Nationaal Congres en stemde op 4 juni voor Leopold als koning.
Diezelfde dag zette men de intrede verder via Maldegem en Eeklo, richting Gent. De hoogwaardigheidsbekleders wilden de hoofdstad van Oost-Vlaanderen evenwel vermijden vanwege de hoge orangistische aanhang in die stad. Leopold ging echter niet akkoord met de omleiding en wilde toch door de stad reizen. Hij trok die dag met zijn koets met zes trekpaarden door de Gentse binnenstad, bezocht de Sint-Baafskathedraal, wist er de bevolking te bedaren en schonk er 10 000 gulden aan de armen.
Na een overnachting in Gent zette Leopold op 19 juli zijn finale reisdag in. Via Aalst en Asse kwam hij die dag aan in de provincie Brabant. Aan de provinciegrens werd hij verwelkomd door gouverneur van Brabant Feuillien de Coppin de Falaën. Ondertussen was het konvooi al aangedikt tot enkele honderden wagens. Leopold werd naar het Kasteel van Laken gevoerd. Aldaar stonden regent Erasme Louis Surlet de Chokier, de regering-Lebeau-De Sauvage en leden van het Nationaal Congres hem op te wachten. 20 juli werd een rustdag.

## De eedaflegging

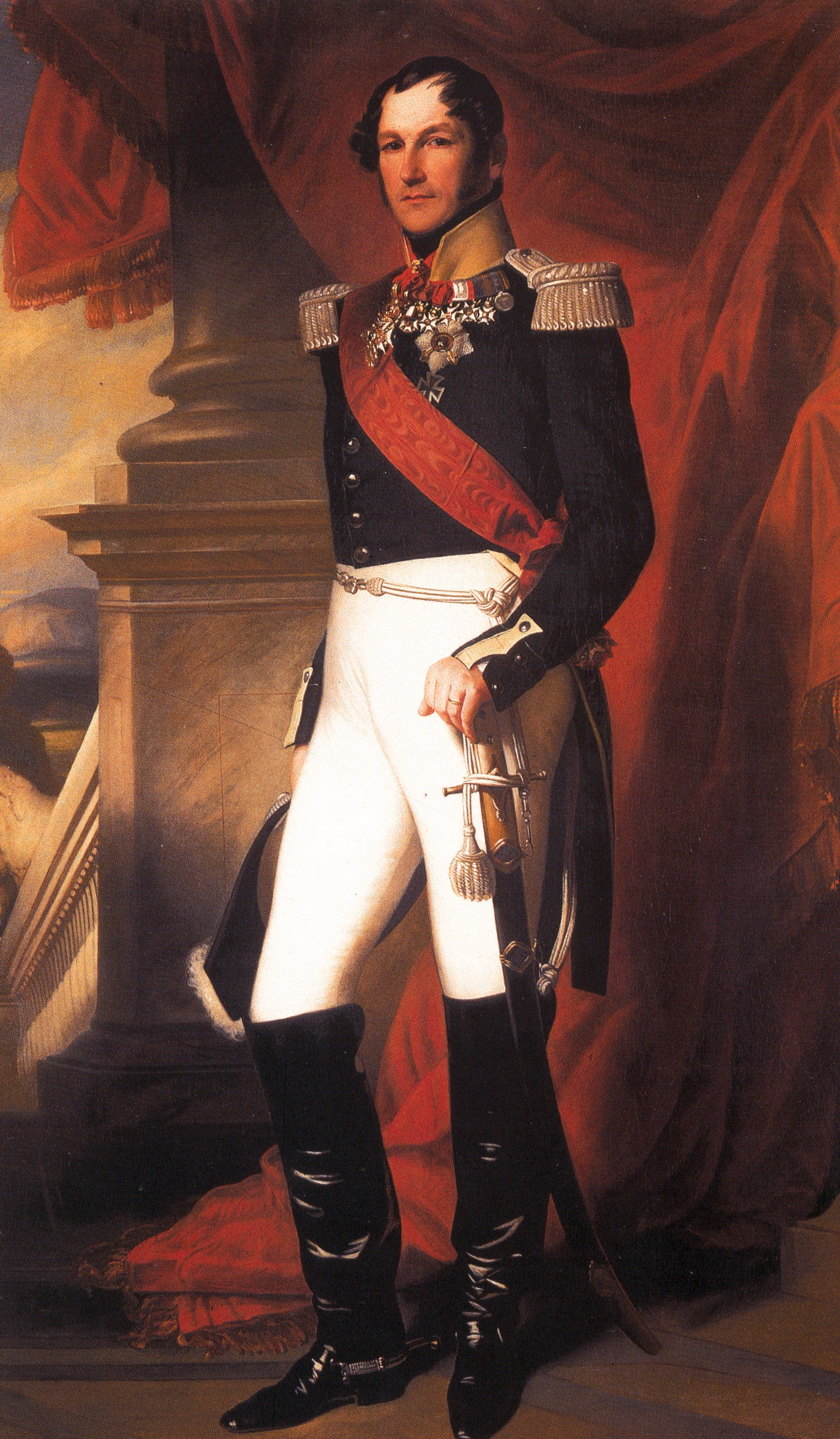
Koning Leopold I. Franz Xaver Winterhalter, olieverf op doek, 1840.

Op 21 juli 1831 zou er in de hoofdstad een traditie in ere worden gehouden, namelijk de Blijde Intrede. Het eeuwenoude gebruik van de feestelijke onthaal van de vorst zou ook die dag plaatsvinden. Een blijde intrede symboliseert de band tussen de vorst en zijn volk.
Om de inauguratie in goede banen te leiden werd er een werkgroep opgericht. Dit gebeurde bij het besluit van regent Surlet de Chokier van 15 juli 1831. La commission chargée de régler le cérémonial de l’inauguration bestond uit:
- Nikolaas Rouppe, burgemeester van Brussel;
- Charles Hippolyte Vilain XIIII, lid en secretaris van het Nationaal Congres;
- Feuillien de Coppin de Falaën, gouverneur van Brabant en lid van het Voorlopig Bewind;
- Philippe d'Arschot Schoonhoven, lid van het Nationaal Congres;
- Sylvain Van de Weyer, lid van het Voorlopig Bewind en van het Nationaal Congres;
- Joseph Van der Linden, lid van het Voorlopig Bewind;
- en Suys.

De commissie legde op zondag 17 juli 1831 het draaiboek vast.

### De vooravond
Op woensdag 20 juli 1831 om 20 uur luidden alle klokken in Brussel en werden er 101 kanonschoten afgevuurd.

### Het vertrek uit het Kasteel van Laken
Donderdag 21 juli 1831 was een stralende zomerdag. Om 10 uur arriveerde het koninklijk ontvangstcomité op het Kasteel van Laken. Prins Leopold, die weldra koning Leopold zou zijn, vertrok er om 11 uur te paard. Hij droeg het uniform van generaal van het Belgisch leger en werd geëscorteerd door een grote delegatie van de Burgerwacht.

### De ontvangst aan de Antwerpsepoort en de intrede in Brussel

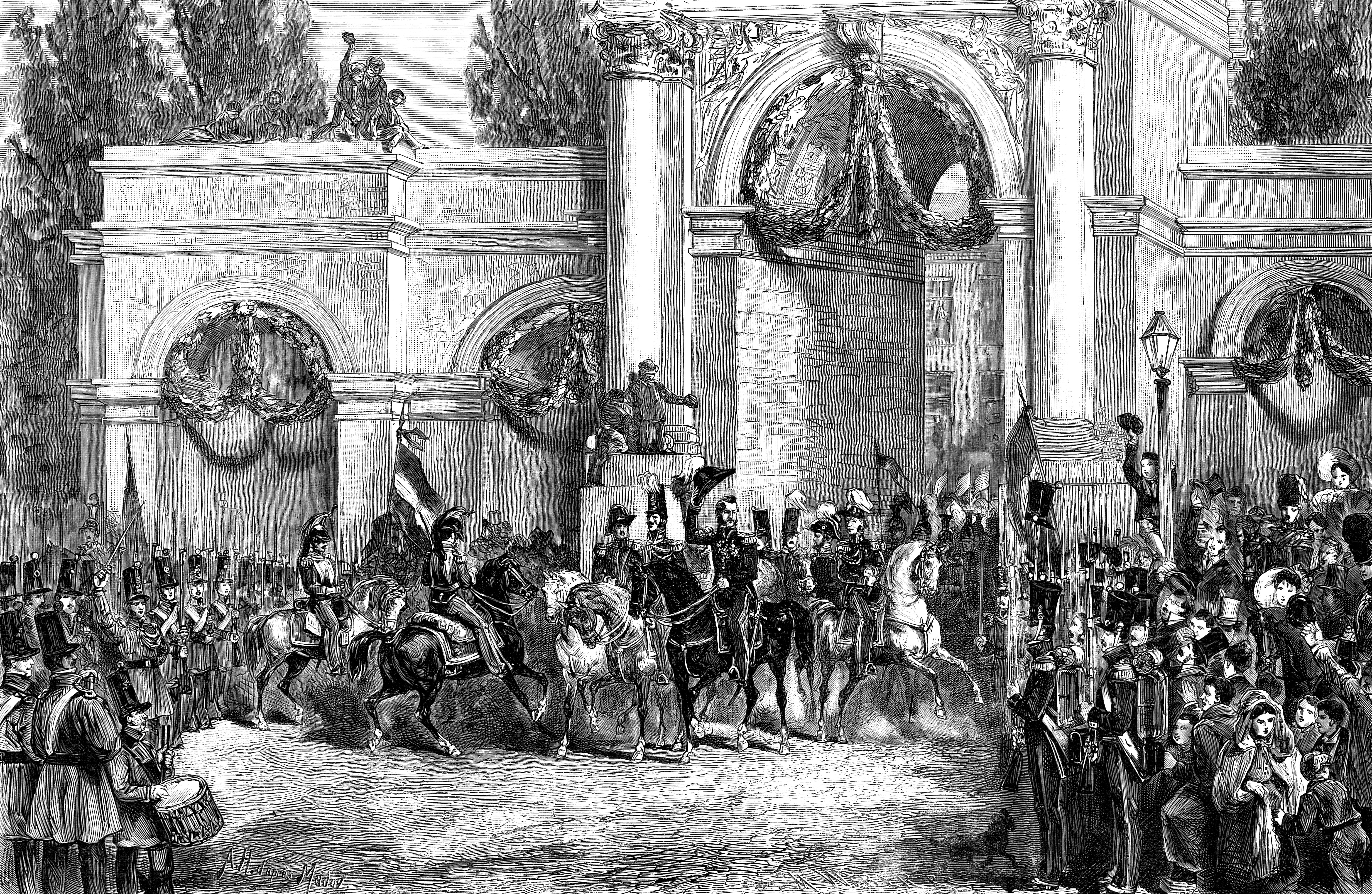
Intrede van Leopold I in Brussel op de dag van zijn eedaflegging. Brussel, Antwerpsepoort, 21 juli 1831.

In Sint-Jans-Molenbeek kreeg Leopold een glas wijn aangeboden. Aan de Antwerpsepoort kreeg prins Leopold rond half 12 symbolisch de sleutels van de stad Brussel aangeboden uit handen van burgemeester Nikolaas Rouppe. Ook de schepenen en de gemeenteraadsleden waren hierbij aanwezig. De prins weigerde evenwel de sleutels aan te nemen vanwege het napoleontische verleden van burgemeester Rouppe. Leopold had Napoleon Bonaparte immers nog bevochten.
Vervolgens trad hij de stad binnen. Hij volgde de route van de Nieuwbrug, over de Nieuwstraat en het Muntplein, langs de Kleerkopersstraat, de Grasmarkt, de Magdalenasteenweg, om uit te komen aan de Kunstberg en finaal het Koningsplein. Langs gans deze route stonden troepen van de Burgerwacht opgesteld. Onderweg werd de prins toegejuicht door een uitzinnige menigte. Overal hing een zwart-geel-rode driekleur te wapperen in de wind.

### Ondertussen op het Koningsplein
Tijdens de intrede van de prins hield het Nationaal Congres nog een laatste vergadering in het Paleis der Natie, vanaf 10 uur. Regent Surlet de Chokier kwam aan om 11 uur. Hij nam het woord, maar was te geëmotioneerd om lang te spreken. Wat later meldde men de vergadering het vertrek van prins Leopold uit het kasteel van Laken. Daarna, rond 12 uur, begaf de ganse vergadering zich naar het Koningsplein en wachtte daar de aankomst van prins Leopold af. Op het Koningsplein werden de Congresleden met applaus verwelkomd.
Al vanaf 8 uur in de ochtend, uren voor de aankomst van prins Leopold, stroomde het Koningsplein vol. Overal langs het plein waren de gebouwen rijkelijk versierd. Om kwart na 11 kwam de Grote Harmonie aan op het Koningsplein. De muzikanten verspreidden zich rond de Vrijheidsboom, in het midden van het plein. Gedurende de hele ceremonie speelden ze de Brabançonne, maar ook de Marseillaise en La Parisienne, het huidige en het toenmalige volkslied van Frankrijk.
Voor de kerk van Sint-Jacob-op-Koudenberg stond een weelderig versierde tribune met een goud-wit baldakijn. Op de friezen van de tribune stonden de plaatsnamen Brussel, Luik, Sainte-Walburge, Berchem, Walem, Lier, Namen, Leuven en Venlo, de plaatsen waar de Belgische opstandelingen overwinningen behaalden tijdens de Belgische Revolutie. Daartussen hingen vaandels met de opschriften van de negen provincies.
De koninklijke troon stond in het midden van de tribune. Op de rugleuning stond de Belgische wapenspreuk L’union fait la force geschreven. De troon was bedoeld voor koning Leopold I. Daarvoor stonden negen rijkelijke zetels. Deze waren voorbestemd voor prins Leopold, regent Erasme Louis Surlet de Chokier, voorzitter van het Nationaal Congres Etienne de Gerlache, ondervoorzitters van het Congres Jean Raikem en Charles Destouvelles, en de secretarissen van het Congres. De plaatsen in de tribune, links en rechts van de troon, waren voorbehouden voor de leden van het Brussels Hooggerechtshof, van het Rekenhof, van het Hoog Militair Gerechtshof, van de burgerlijke rechtbank van Brussel, en verder voor de administrateurs-generaal, de gouverneurs en de deputaties. De plaatsen voor de tribune waren voorbehouden voor de leden van het Nationaal Congres.

### De plechtige zitting van het Nationaal Congres

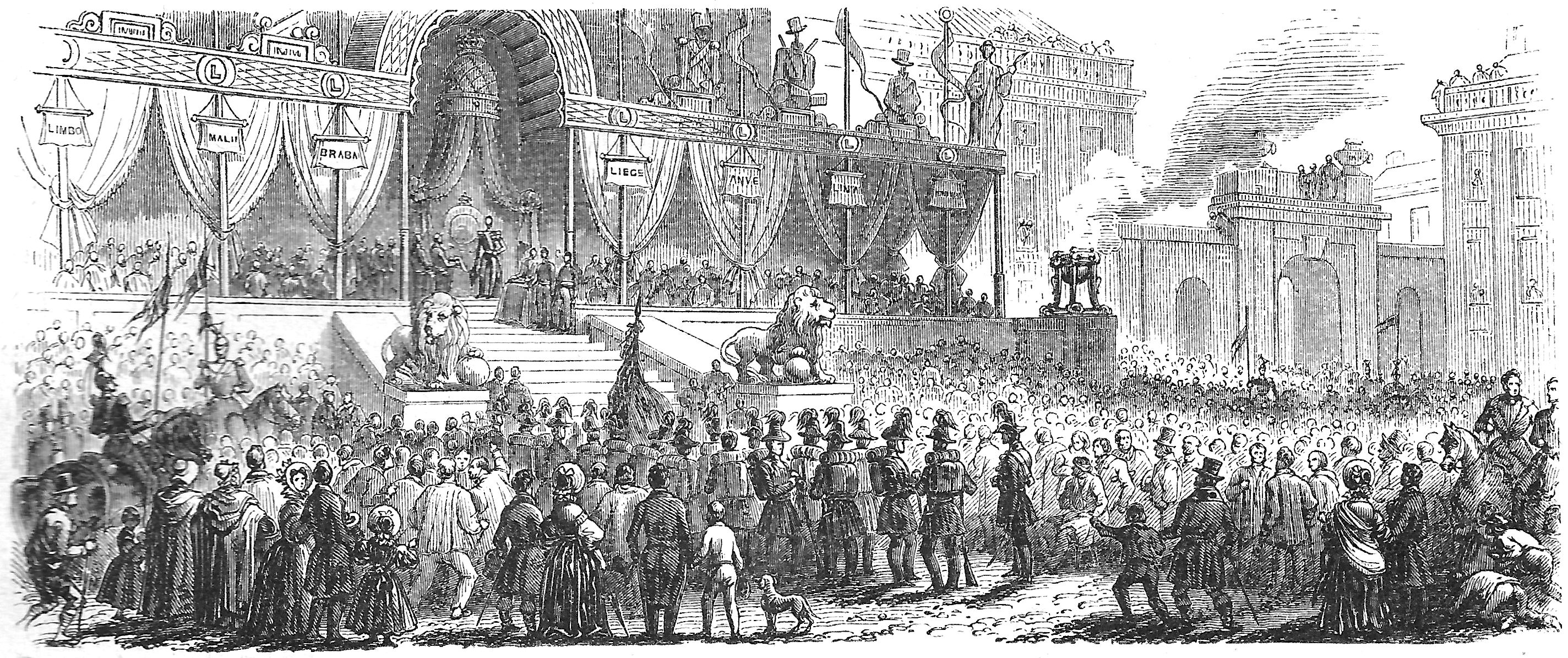
Eedaflegging van Leopold I. Brussel, Koningsplein, 21 juli 1831.

Iets na 13 uur arriveerde de koninklijke escorte met Leopold aan op het Koningsplein. Dit gebeurde onder aanhoudende toejuichingen. "Vive le roi!" scandeerde men. Leopold betrad vervolgens de tribune. Hij zette zich neer op een van de gewone stoelen, nog niet op de troon. Naast hem zaten de regent en de voorzitter, ondervoorzitters en secretarissen van het Nationaal Congres. De regering-Lebeau-De Sauvage had achter Leopold plaatsgenomen.
Voorzitter van het Nationaal Congres De Gerlache opende de plechtige zitting, maar gaf onmiddellijk het woord aan regent Surlet de Chokier. In zijn optimistische toespraak overschouwde hij zijn regentschap, waarna hij zijn functie als regent officieel neerlegde. Hij legde zijn macht opnieuw in handen van het Nationaal Congres, zo noemde hij het. Congresvoorzitter De Gerlache hield daarop ook een toespraak, waarin hij vooral de regent bedankte. Daarna stond secretaris van het Nationaal Congres Charles Hippolyte Vilain XIIII recht. Hij las de volledige nieuwe, Belgische Grondwet voor. Secretaris Jean-Baptiste Nothomb droeg vervolgens de grondwettelijke eed voor.
Dan was het moment gekomen waarop prins Leopold de grondwettelijke eed zou afleggen, zoals toen vermeld in artikel 80 van de Belgische Grondwet. Hij deed dit enkel in het Frans.

Je jure d'observer la constitution et les lois du peuple belge, de maintenir l'indépendance nationale et l'intégrité du territoire.
— Grondwettelijke eed

Na de eedaflegging werd een proces-verbaal ondertekend van de gebeurtenis. Ook weerklonken er opnieuw kreten en applaus op het plein. De Grote Harmonie speelde opnieuw muziek, de klokken in de stad luidden en er werden 101 kanonschoten afgevuurd.
Koning Leopold nam plaats op de troon en gaf zijn troonrede. Hij bedankte de Belgen voor de ontvangst van de afgelopen dagen. "Mijn hart kent geen andere ambitie dan jullie gelukkig te zien", zo zei hij ook.
Na de troonrede werd de plechtige vergadering beëindigd. De koning vertrok te voet naar het Koninklijk Paleis. De Congresleden keerden terug naar het Paleis der Natie en werden per provincie in audiëntie ontvangen bij de koning om 17 uur.

## Na de eedaflegging
Op 22 juli volgde er nog een Te Deum in de Kathedraal van Sint-Michiel en Sint-Goedele in Brussel. De voorganger in deze misviering was Jean-Joseph Delplancq, de bisschop van Doornik. Nadien volgden een troepenschouwing op het Martelarenplein en bezoeken aan de Grote Harmonie en de Kruidtuin.
Enkele dagen na de inauguratie duidde de nieuwe koning Joseph Lebeau aan als formateur. Lebeau, die Leopold als kandidaat voor het koningschap introduceerde in het Nationaal Congres, kreeg hierbij de opdracht een nieuwe regering te vormen. Hieruit ontstond de regering Regering-De Mûelenaere. Het aanstellen van een formateur bij de regeringsvorming in België is een gebruik dat koning Leopold had overgenomen uit het Verenigd Koninkrijk en bestaat tot op de dag van vandaag. Ten minste sinds koning Boudewijn wordt eerst en informateur aangesteld om de standpunten van de verschillende partijen grondig te onderzoeken. Zo stelde koning Filip eerst Bart De Wever en dan Charles Michel aan als informateurs bij de regeringsvorming na de federale verkiezingen van 25 mei 2014; daarna stelde hij Charles Michel en Kris Peeters aan als formateurs van en nieuwe regering.
De inauguratie van de Belgische koning was voor koning Willem I der Nederlanden de aanleiding voor een militaire interventie in België. Deze inval was de Tiendaagse Veldtocht en duurde van 2 tot 12 augustus 1831. Met hulp van de Fransen werd de Nederlandse inval evenwel afgeslagen. Anderzijds dienden de Belgen zich akkoord te verklaren met het voor hen minder gunstige Verdrag der XXIV Artikelen, ook het Verdrag van Londen genoemd. Hierbij werden delen van Limburg en Luxemburg alsnog aan Nederland toegewezen en voerde men een tolheffing in op de Schelde. In 1863 zou België deze tolheffing afkopen. Deze was immers een belemmering voor de ontwikkeling van de havens van Gent en Antwerpen. Koning Willem I zou zijn volhardingspolitiek nog enkele jaren handhaven, waarna hij zich in 1839 akkoord verklaarde met het Verdrag van Londen en dus ook met de afscheiding van België. Een jaar later zou Willem I overigens aftreden.
Het koningschap van Leopold I zou 34 jaar duren, tot zijn overlijden op 10 december 1865. Enkel zijn nakomelingen koning Leopold II en koning Boudewijn hadden een langer koningschap, dat respectievelijk 44 en 42 jaar duurde.

## Herdenking

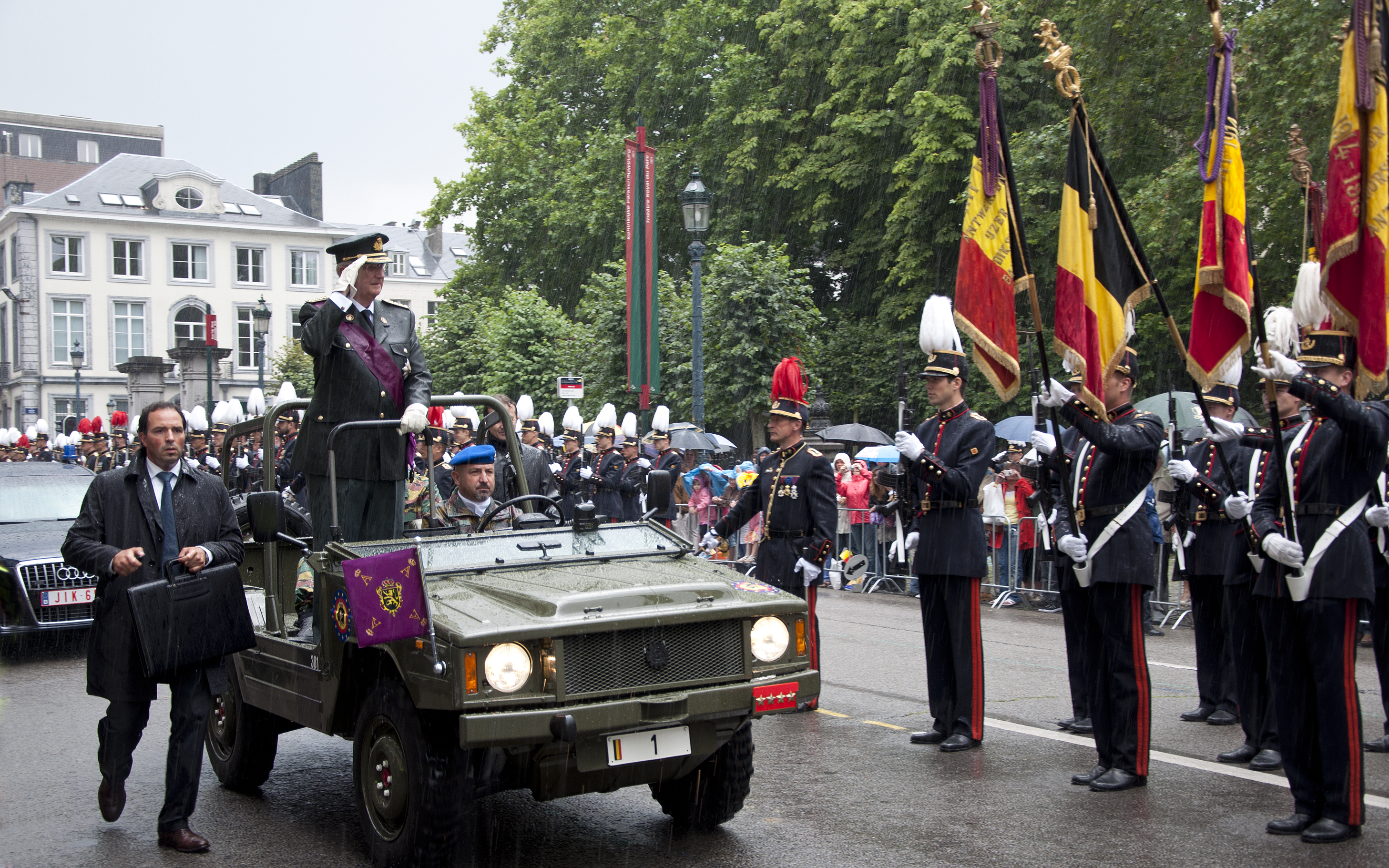
Tijdens een drache nationale schouwt Koning Albert II de troepen voor aanvang van het militair défilé. Brussel, Wetstraat, 21 juli 2011.

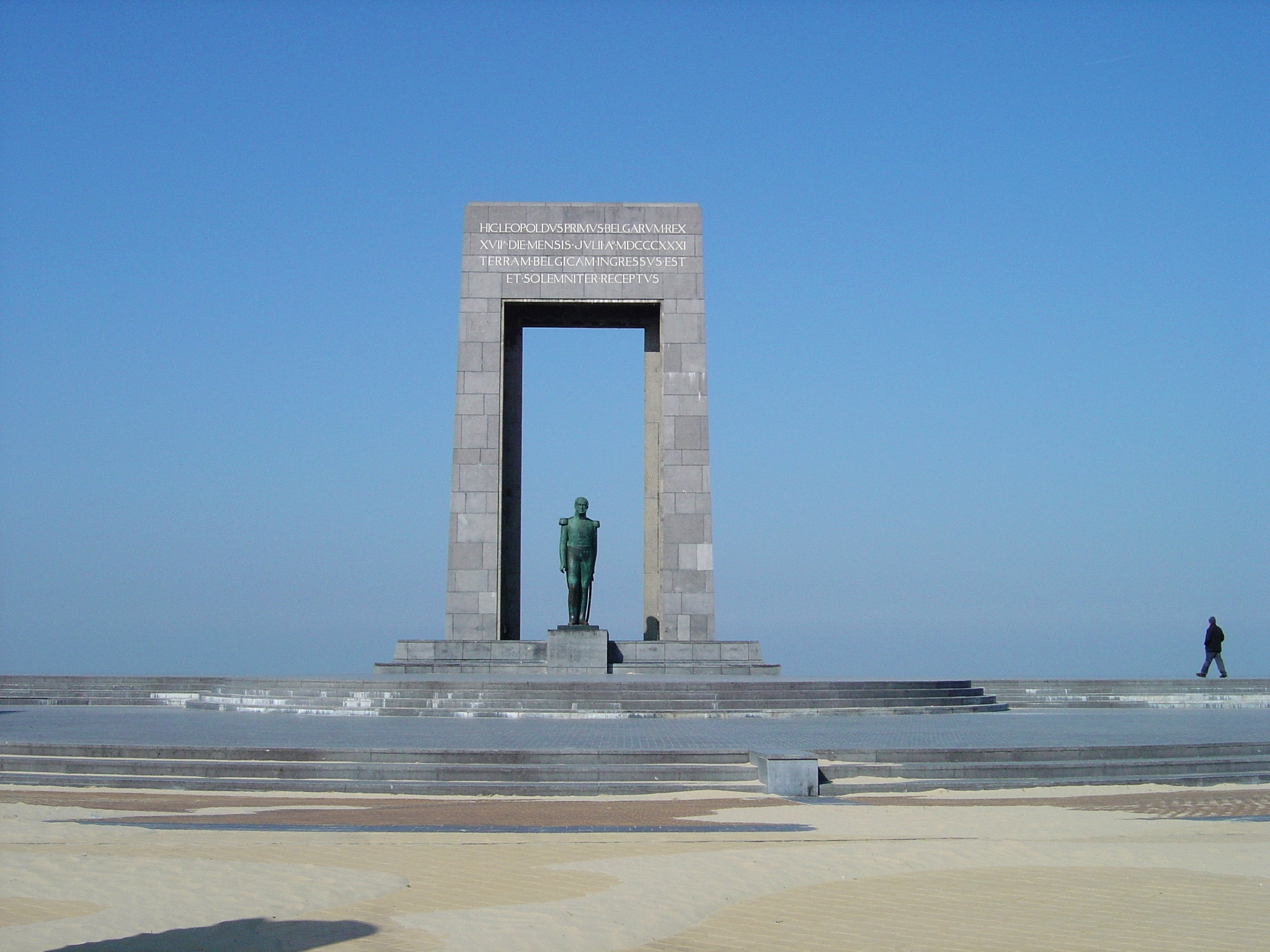
Het Leopold I-monument in De Panne, opgericht in 1958.

Sinds de wet van 27 mei 1890 tot vaststelling van het tijdstip der nationale feesten is 21 juli de dag van de nationale feestdag van België. Deze datum is een wettelijke feestdag. De meeste Belgen hebben daarom vrijaf op 21 juli. Traditiegetrouw houdt de Koning der Belgen op 20 juli een toespraak. Op 21 juli vinden er dan verschillende plechtigheden plaats in Brussel. ’s Ochtends is er een Te Deum in de Kathedraal van Sint-Michiel en Sint-Goedele. In de namiddag is er een volksfeest in het Warandepark en vindt er een militair en burgerlijk defilé plaats op het Paleizenplein. De dag wordt afgesloten met vuurwerk.
In 1957 bracht de Administratie van de Post twee Belgische postzegels uit ter nagedachtenis van de intrede van koning Leopold I. De eerste zegel heeft een frankeerwaarde van 20 centiemen en geeft de intrede van koning Leopold in Brussel weer, op de dag van zijn eedaflegging. De andere zegel heeft een frankeerwaarde van 2 Belgische frank en toont de aankomst van de koning in De Panne. De Officiële Belgische Postzegelcatalogus (OBP) kent aan deze postzegels de catalogusnummers 1020 en 1021 toe.
Het jaar daarop, in 1958, werd in De Panne een monument opgericht op de plaats waar Leopold destijds zijn eerste stappen op Belgische bodem zette. Architect Victor Martiny was de ontwerper van het monument. De inhuldiging vond plaats op 5 oktober 1958, in aanwezigheid van koning Boudewijn, eerste minister Gaston Eyskens en de burgemeester van de kustgemeente. In De Panne vinden ook de jaarlijkse Leopoldfeesten plaats. In 2006 woonden koning Albert II en koningin Paola de feesten bij naar aanleiding van de 175ste verjaardag van de aankomst van Leopold.